# Середин, Алексей Викторович
Алексе́й Ви́кторович Сере́дин (род. 20 мая 1966) — российский дипломат. Чрезвычайный и полномочный посланник 2 класса (2018).

## Биография
Окончил Московский государственный лингвистический университет в 1996 году. Владеет испанским и английским языками. На дипломатической работе с 1996 года.
В 2011—2015 годах — советник, начальник отдела в Латиноамериканском департаменте МИД России.
В 2015—2021 годах — советник-посланник Посольства Российской Федерации в Венесуэле.
В 2021—2025 годах — заместитель директора Латиноамериканского департамента МИД России.
С 11 марта 2025 года — чрезвычайный и полномочный посол Российской Федерации в Доминиканской Республике.

## Дипломатический ранг
- Чрезвычайный и полномочный посланник 2 класса (13 июня 2018)[2].

## Награды
- Орден Мужества  (14 мая 2010) — за мужество и самоотверженность, проявленные при проведении операции по оказанию помощи Республике Гаити в ликвидации масштабных последствий природной катастрофы[3].
- Почётная грамота МИД России.